# Língua samoana
O samoano (Sāmoa) é o idioma tradicionalmente falado em Samoa e Samoa Americana, onde é a língua oficial, juntamente com o inglês. Pertence à família linguística austronésia, mais especificamente ao ramo samóico do subfilo polinésio.